# 布兹莱博讷
布兹莱博讷（法語：Bouze-lès-Beaune，法語發音：[buz lɛ bon]，意为“博讷附近的布兹”）是法国科多尔省的一个市镇，位于该省东南部，博讷市区西北，属于博讷区。

## 地理
布兹莱博讷（47°3'6"N, 4°46'17"E）面积6.91 平方千米，位于法国勃艮第-弗朗什-孔泰大區科多尔省，该省份为法国中东部省份，北起奥布省，西接涅夫勒省和约讷省，南至索恩-卢瓦尔省，东南接汝拉省，东临上索恩省，东北部与上马恩省接壤。
与布兹莱博讷接壤的市镇（或旧市镇、城区）包括：萨维尼莱博讷、波马尔、博讷、绍姆地区贝塞、马维利芒代洛、楠图。

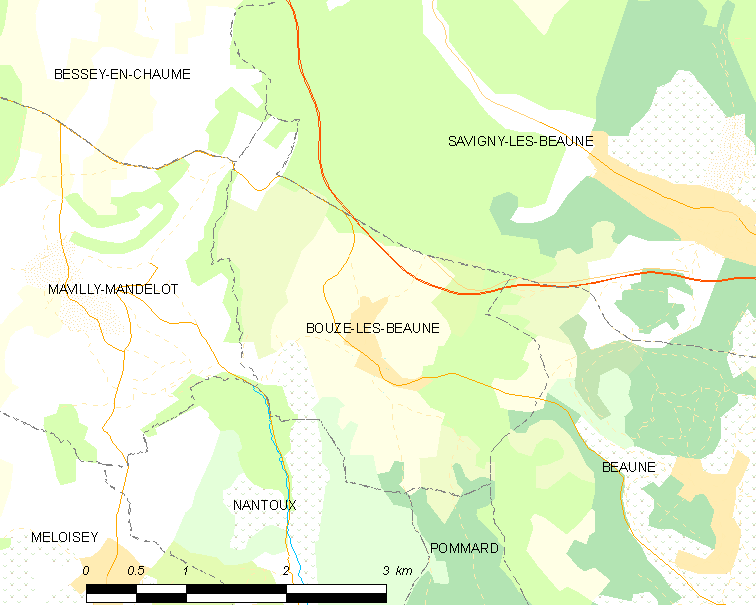
布兹莱博讷的OSM定位图

布兹莱博讷的时区为UTC+01:00、UTC+02:00（夏令时）。

## 行政
布兹莱博讷的邮政编码为21200，INSEE市镇编码为21099。

## 政治
布兹莱博讷所属的省级选区为拉杜瓦-塞里尼县。

## 人口

1962-2008年间布兹莱博讷人口变化图示

布兹莱博讷于2022年1月1日时的人口数量为306人。